# Michael Galuske
Michael Galuske (* 28. Dezember 1959 in Bochum; † 14. Februar 2011) war ein deutscher Erziehungs- und Sozialarbeitswissenschaftler. Er ist der Autor eines weit verbreiteten Methoden-Lehrbuchs zur Sozialen Arbeit, das in seinem Todesjahr in der 9. Auflage erschien.
Der promovierte und habilitierte Erziehungswissenschaftler lehrte bis zu seinem Tod am Fachbereich Sozialwesen der Universität Kassel. Seine Arbeitsschwerpunkte waren: Theorie und Methoden der Sozialen Arbeit, Jugendsozialarbeit sowie Modernisierung und ihre Folgen.

## Schriften (Auswahl)
- Das Orientierungsdilemma. Jugendberufshilfe, sozialpädagogische Selbstvergewisserung und die modernisierte Arbeitsgesellschaft, Bielefeld: Böllert, KT-Verlag, 1993, ISBN 3-925515-40-2 (zugleich Dissertationsschrift, Universität Dortmund, 1993)
- Methoden der Sozialen Arbeit. Eine Einführung, Weinheim; München: Juventa-Verlag, 1998,  ISBN 3-7799-1441-7 (die 10. Auflage erschien 2013, ISBN 978-3-7799-1447-1)
- Flexible Sozialpädagogik. Elemente einer Theorie sozialer Arbeit in der modernen Arbeitsgesellschaft, Weinheim; München: Juventa-Verlag, 2002, ISBN 3-7799-1701-7